# Amenardis Ire
Amenardis Ire est divine adoratrice d'Amon de 740 à 720 av. J.-C. (ou 700 av. J.-C.) sous la XXVe dynastie.
Le nom d’Amenardis a été retrouvé sur des reliques du temple de Montou à Karnak où avaient été conservées de nombreuses statues la représentant.

## Biographie
Elle est la fille de Kachta et Pabatjma. Elle est nommée par son frère, le roi Piânkhy qui force la divine adoratrice alors en poste, Chepenoupet Ire, fille du pharaon Osorkon III, à adopter sa sœur. Sa nomination marque le début de la domination kouchite sur la Haute-Égypte. Restée loyale envers sa famille, elle continue d'exercer ses fonctions après le décès de Piânkhy et use de son influence pour déstabiliser le pays et aider son frère Chabaka dans sa reconquête de la Basse-Égypte, en 712 av. J.-C.

## Sépulture

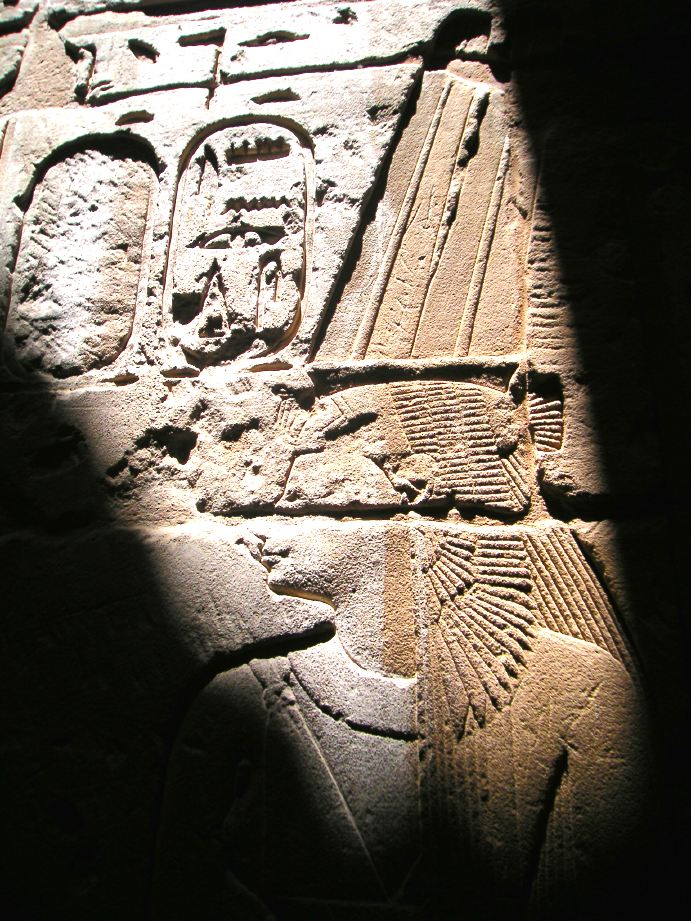
Relief d'Amenardis Ire dans sa chapelle funéraire de Thèbes

Sa tombe et sa chapelle mortuaire ont été retrouvées dans l'enceinte du grand temple de Médinet Habou sur la rive occidentale de Thèbes, parmi une nécropole princière des divines adoratrices d'Amon. Il était en effet coutume à la Basse Époque d'installer les nécropoles princières et royales dans l'enceinte des temples des grandes cités du pays, comme à Tanis ou Saïs. Ces tombes creusées dans le sol étaient surmontées d'une chapelle funéraire permettant d'assurer le culte du défunt.
Si dans les cités du delta du Nil ces chapelles n'ont pas subsisté, à Médinet Habou elles ont traversé les âges en relatif bon état, permettant ainsi par comparaison de restituer l'aspect de ces nécropoles royales tardives.

## Hommages et iconographie

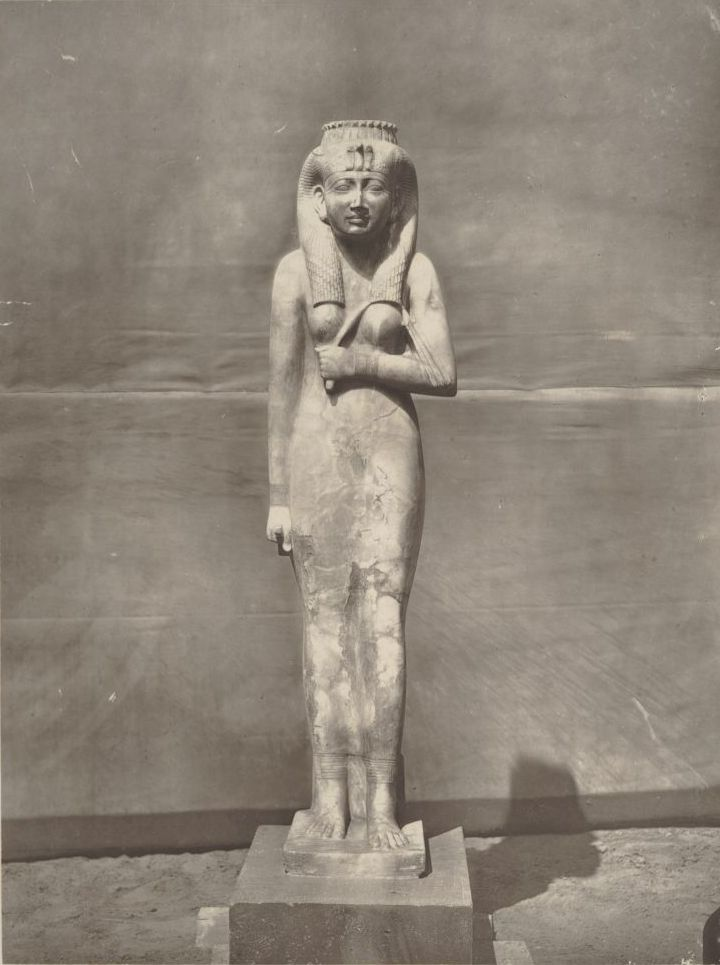
Statue de Karnak découverte par Mariette en 1858

Une statue découverte en mars 1858 par Auguste Mariette dans le temple de Karnak la représente dans la tenue traditionnelle des divines adoratrices d'Amon. Vêtue d'une robe moulante, coiffée d'une lourde perruque tripartite surmontée d'une dépouille de vautour (emblème de Mout), elle tient dans sa main gauche serrée contre sa poitrine un sceptre floral. Cette statue aurait inspiré à Mariette le personnage de la reine Amneris dans l'opéra Aïda.
Sur d'autres statues ou bas-reliefs, elle est coiffée de la couronne à double plume réservée, avant sa nomination, aux reines ou aux déesses. Selon l'égyptologue Joyce Ann Tyldesley, ce changement dans l'iconographie serait un des signes du renforcement des responsabilités confiées aux divines adoratrices d'Amon à partir du règne du pharaon nubien Piânkhy.
Le cratère vénusien Amenardes a été nommé en son honneur,.